# ميغومي سيكي
ميغومي سيكي (باليابانية: 関めぐみ؛ بالكانا: せき めぐみ) هي ممثلة يابانية، ولدت في 8 سبتمبر 1985 في كاناغاوا في اليابان.

## وصلات خارجية
- ميغومي سيكي على موقع IMDb (الإنجليزية)
- ميغومي سيكي على موقع قاعدة بيانات الفيلم (الإنجليزية)